# Henry Black (Politiker, 1783)
Henry Black (* 25. Februar 1783 bei Somerset, Pennsylvania; † 28. November 1841 ebenda) war ein US-amerikanischer Politiker. Im Jahr 1841 vertrat er den Bundesstaat Pennsylvania im US-Repräsentantenhaus.

## Werdegang
Henry Black besuchte die öffentlichen Schulen seiner Heimat und betätigte sich danach in der Landwirtschaft. Zwischen 1816 und 1818 war er Abgeordneter im Repräsentantenhaus von Pennsylvania. In seiner Heimat war er auch als Friedensrichter tätig. Von 1820 bis 1840 war er beisitzender Richter im Somerset County. In den 1830er Jahren schloss er sich der damals gegründeten Whig Party an.
Nach dem Tod des Abgeordneten Charles Ogle wurde Black bei der fälligen Nachwahl im 18. Wahlbezirk von Pennsylvania als dessen Nachfolger in das US-Repräsentantenhaus in Washington, D.C. gewählt, wo er am 28. Juni 1841 sein neues Mandat antrat. Dieses konnte er genau fünf Monate lang bis zu seinem Tod am 28. November desselben Jahres ausüben. Henry Black war der Vater von Justiz- und Außenminister Jeremiah S. Black (1810–1883). Sein Enkel Chauncey Forward Black (1839–1904) wurde Vizegouverneur von Pennsylvania.